# Hermann Otte

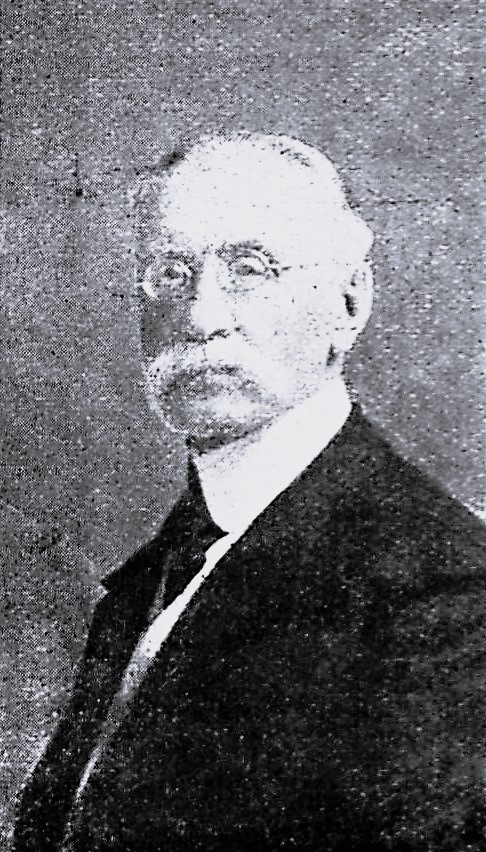
Hermann Otte

Hermann Peter Carl Otte (* 3. Februar 1842 in Lübeck; † 6. Februar 1924 in Wiesbaden) war ein deutscher Bankdirektor und Mitglied der Lübecker Bürgerschaft.

## Leben

### Herkunft
Hermann war Sohn des Beckenschlägermeisters Franz Hermann Anton Otte und seiner Ehefrau. Er ist in einer bescheidenen Familie das älteste von acht Geschwistern gewesen. Seine Mutter war die Tochter der seinerzeit bekannten ebenfalls in der Schmiedestraße wohnenden Schlosserfamilie von Hermann Christian Jenss.

### Laufbahn
Otte absolvierte die v. Grossheim’sche Realschule so schnell, dass er sie bereits mit 14 Jahren abschloss. Seiner Jugend wegen, verblieb er noch neun Monate in der ersten Klasse. Dort fungierte er als Kollege des später in Berlin wirkenden Geheimrats Carl von Großheim, des Bankdirektors Burjan, Wiborg und anderer später wohlbekannter Männer.
Als Carl Winckelmann, Direktor der 1856 gegründeten Credit- und Versicherungsbank, einen guten Rechner für seine Bank suchte, empfahl ihm der damalige hochverdiente Schulleiter Gustav Friedrich Bruhns den jungen Otte. So trat dieser am 1. März 1857 zu einer Dienstzeit von fünf Jahren verpflichtet als Lehrling in die Privatbank ein. Während dieser Zeit wurde auch an Sonn- und Feiertagen gearbeitet und die Hamburger Geldkrisis 1857 und der Italienische Krieg 1859 zogen die Bank, die sich am 1. Juni 1859 in Commerz-Bank in Lübeck umbenannte, in ernste Mitleidenschaft. Im Oktober 1861 wurde der junge Beamte unter mehr als 60 Bewerbern zum Prokuristen der Bank bestellt und somit seine Lehrzeit abgekürzt. Aus dem Kreis der Verwaltung wurde allerdings seinerzeit gegen die Wahl des erst 19-jährigen scharfer Widerspruch erhoben.
Anfang 1864 verließ Direktor Wickelmann die Bank. Zu seinem Nachfolger als leitender Direktor wurde Wilhelm Spiegeler und der erst 22-jährige Otte zu dessen Mitdirektor ernannt. Die Bedeutung dieser Stelle war jedoch keine große, da damals Verwaltungsrat als Vorstand im Sinne des Gesetzes funktionierte. Der Schwerpunkt der Geschäfte lag somit infolgedessen beim Verwaltungsrat.

Das Bankhaus (1910)

Die neu gegründete „Lübecker Bank“ begann am 2. Januar 1872 seine Geschäftstätigkeit. Der Aufsichtsrat von der Privatbank bestand aus Senator Wilhelm Brehmer als Vorsitzenden, Konsul August Rehder als dessen Stellvertreter, Cay Dietrich Lienau als Präses der als Vorstand der Kaufmannschaft mit den Aufgaben einer Wirtschaftsbehörde betrauten Handelskammer, Konsul Heinrich Mann, Johannes Schramm und Joh. Andr. Wolpmann. Die Herren Spiegeler und Otte wurden zu Mitgliedern des Vorstandes erwählt und waren gemeinschaftlich zur Zeichnung der Firma berechtigt.
Eine fundamentale Änderung in der Organisation der Bank wurde 1886 vorgenommen. Die bisher aus Spiegeler und Otte bestehende Direktion wurde in einen verantwortlichen Vorstand übergeleitet. Als Direktor Spiegeler am 10. Mai 1893 plötzlich starb, wurde dem bisherigen zweiten Direktor interimistisch die Leitung der Bank im Wesentlichen allein übertragen.
Im Laufe der Jahre hatte die Bank bedingt durch schwere Schicksalsschläge stark an ihrem Renommee eingebüßt. Nun wollte Otte die Bank auf neue Grundlagen stellen, so verlorenes Vertrauen zurückzugewinnen und neue Wege zu neuen Zielen beschreiten. Sein Wirken und Schaffen wurde von dem Vertrauen des Aufsichtsrats getragen gestützt. Es galt der Förderung der wirtschaftlichen Verhältnisse Lübecks auf den Gebieten des Handels, der Groß- und Kleinindustrie. Mit Einsicht und Energie unterzog der Direktor sich dieser schwierigen Aufgabe und hatte bis zum Ende des Jahres die Fundamente zum Wiederaufblühen der Bank im Wesentlichen gelegt. Der Aufsichtsrat der Commerz-Bank wählte zum 1. Januar 1894 Ernst Stiller zum Mitdirektor der Bank und diese gewann weiter an Terrain zurück.
Aus Gesundheitlichen Gründen verzog Otte 1915, also während des Ersten Weltkriegs, nach Wiesbaden. Nach seinem Fortzuge unterhielt er jedoch weiterhin bis kurz vor seinem Tode lebhafte Beziehungen zu seinem Lübeckischen Familien- und Freundeskreis.

### Öffentliches Leben
Durch die Erfolge der Bank auf sie aufmerksam geworden, suchte man die Tätigkeit des Direktors Otte auch für die Allgemeinheit zu gewinnen.
Auf der im Juni 1875 im I. Wahlbezirk (Jakobi Quartier  nebst der Vorstadt St. Gertrud) stattfindenden Wahl zur Bürgerschaft wurde Otte aber noch nicht erwählt. Von 1295 Wahlberechtigten beteiligten sich nur 145 (11 %) an der Wahl und Otte erhielt nur 1 Stimme.
Der Senat erwählte Otte als Nachfolger des aus dem Amt scheidenden Doktor der Rechte Ludwig Müller zum Bürgerlichen Deputierten bei der Central-Armendeputation. Als sein Nachfolger wurde vom Senat am 19. Juni 1886 Georg Eduard Tegtmeyer, Sohn des verstorbenen Senatoren und Inhaber von Tegtmeyer & Co., gewählt.

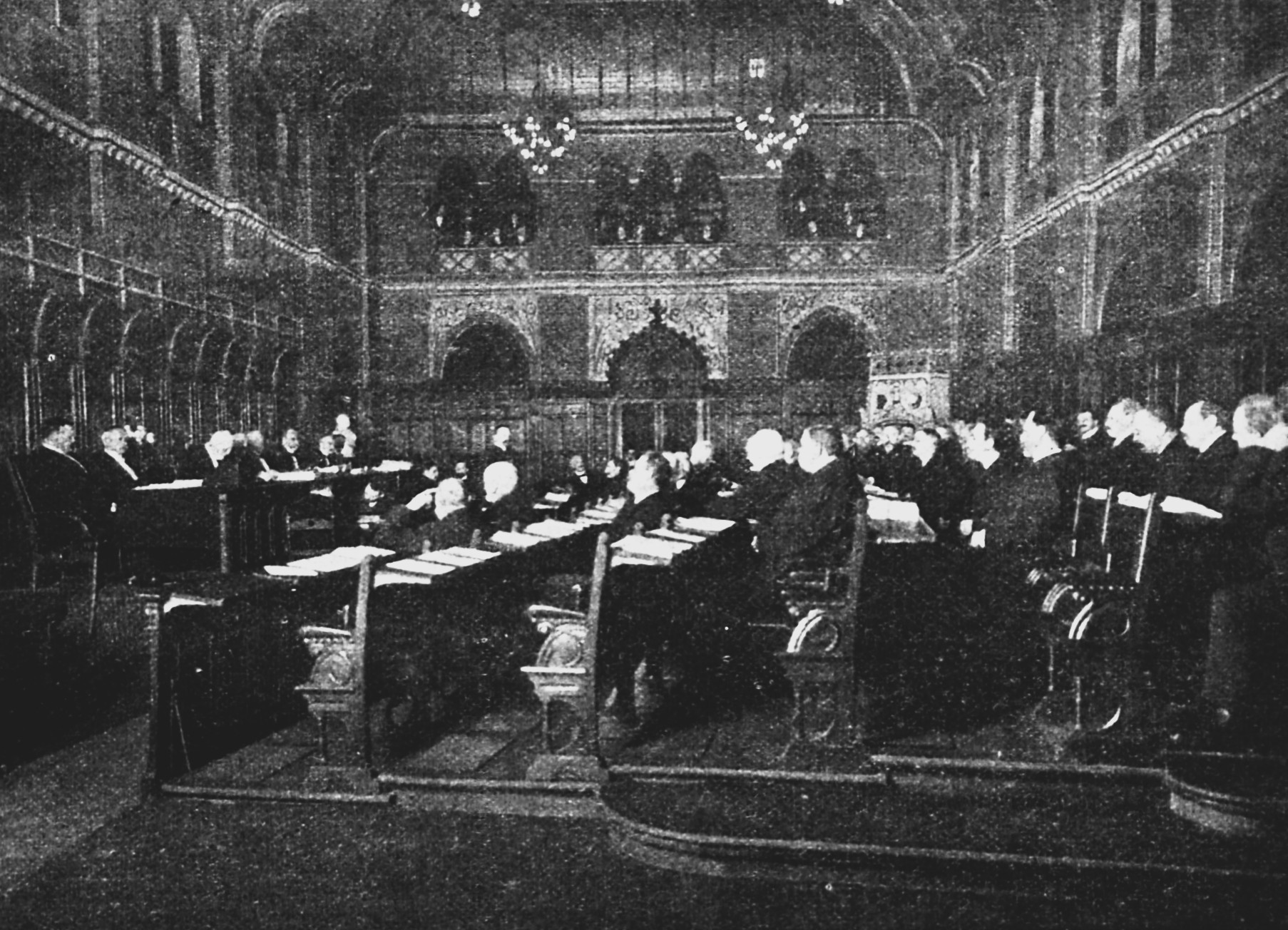
Bei den Sitzungen saßen auf den erhöhten Sitzen die Kommissare des Senats und die Wortführer

Bei der Ergänzungswahl im I. Wahlbezirk (Jakobi Quartier und der Vorstadt St. Gertrud) vom 17. Juni 1901 wurde unter Anderen der vom Vaterstädtischen Verein aufgestellten Otte gewählt. Von 944 Wahlberechtigten hatten 754 (79,8 %) gewählt der Kandidat erhielt 480 Stimmen.
Auf Grund des neuen am 9. August 1905 beschlossenen Wahlgesetzes mit der entsprechenden Verfassungsänderung wurde am 14. November auf dem Lande und am 17. in der Stadt die Erneuerung von einem Drittel der Bürgerschaft, bei der 40 Mitglieder neu zu wählen waren, vollzogen. Um die Zahl der Bürgerschaftsmitglieder nach dem Ausscheiden der seit 1899 Gewählten auf 80 zu erhalten, ist die Auslosung von fünf Mitgliedern erforderlich gewesen. Bei den nun vollzogenen Neuwahlen wurde Otte wieder gewählt.
Im März 1908 erwählte der Bundesrat Bankdirektor Otte für eine Periode von fünf Jahren zum Mitglied des Reichs-Börsenausschusses und den Kaufmann Johannes Boye zu seinem dortigen Stellvertreter.
Aus seinem reichen Wissen heraus förderte er vielfach die Interessen des Öffentlichen Lebens, soweit seine ihn stark in Anspruch nehmende Berufstätigkeit es erlaubte. Um die Erziehung der jungen Kaufleute zu fördern trat der Direktor häufig auf dem Gebiete des Bank-, Geld-, Börsen- und Finanzwesens vor die Öffentlichkeit.
Als Hermann Wilhelm Fehling zum Präses aus der Handelskammer erwählt wurde, rückte Otte auf seinen Platz in der Kammer am 30. Dezember 1902 nach. Auf der Versammlung der Kaufmannschaft vom 15. Dezember 1908 wurde Carl Dimpker als Präses wieder- und die Mitglieder Friedrich Wilhelm Evers, Heinrich Adolf Ludwig Krüger und Otte in die Handelskammer gewählt.
Zum Neubau des Theaters wurde eine Theaterneubaukommission gebildet. In die Kommission wurden vom Senat die Senatoren Johann Hermann Eschenburg, Eugen Emil Arthur Kulenkamp und Julius Vermehren sowie aus dem Bürgerausschuss Johannes Daniel Benda, August Sartori (Pädagoge), Ernst Claus Heinrich Blunck, Heinrich Görtz, Hermann Wilhelm Behn, Wilhelm Stender und Otte gewählt. Als Ersatzmänner wurden Hermann Meyer, Ernst Wittern und Max Buchwald gewählt. Außerdem waren Baudirektor Johannes Baltzer und Baurat Eugen Deditius in der Kommission.
Als Mitglied im Haus- und Grundbesitzer-Verein versuchte Otte stetig auf die Einrichtung einer Hypothekenbank hinzuwirken.
Auf ihrer Versammlung am 15. November 1881 nahm die Gesellschaft zur Beförderung gemeinnütziger Tätigkeit Otte als ordentliches Mitglied der Gesellschaft auf.
Zerstreuen tat sich Otte auf den Gebieten der ihn von Jugend an in ihren Bann ziehenden Literatur und der Künste. Als starker Verehrer der Goethe-Literatur betätigte er sich mehrfach schriftstellerisch und künstlerisch. Der Direktor pflegte gelegentlich scherzhaft zu sagen, dass er als Bankdirektor seinen Beruf verfehlt hätte, sich aber freue, noch ziemlich Annehmbares als solcher geleistet zu haben und vielleicht noch leisten zu können.
Auf der Generalversammlung der Mitglieder der lübeckischen Schillerstiftung wurde am 29. Oktober 1883 Adolph Erasmi an Stelle des turnusmäßig aus dem Amt des Revisors abtretenden Otte gewählt. Auf der Versammlung am 22. November 1891 wählte man ihn wieder in das Amt. Für den ausscheidenden Louis Schütt wurde er am 10. Dezember 1893 wieder als Revisor berufen. Als Ernst Wendt aus gesundheitlichen Gründen aus dem Vorstand der Stiftung zurücktrat berief sie Otte als seinem Nachfolger.
Die Direktion der Harmonie erwählte Otte an Stelle Conrad Rodemanns, er trat 1892 in den Verein von Kunstfreunden – das ist die heutige Overbeck-Gesellschaft – ein und als Freimaurer war er viele Jahre lang im Kreise der Loge „Zur Weltkugel“ als deren Schatzmeister tätig.
Im Jahr 1892 wurde die Sektion Lübeck des Deutschen und Österreichischen Alpenvereins gegründet. Als deren erster Bericht im März 1894 erschien, bestand sie aus 25 Mitgliedern. Auf der Versammlung wurde der Vereinsvorstand gewählt. Sein Vorsitzender war der Oberlehrer Heinrich Giske vom Katharineum, stellvertretender Vorsitzender der Rechtsanwalt Heinrich Görtz, Schriftführer der Bankdirektor Otte, Kassenführer der im Folgejahr versterbende Rechtsanwalt Ernst Achilles und Bibliothekar Pastor Johannes Evers.

## Verweise